# Pedagogisk psykologi
Pedagogisk psykologi är ett kunskapsområde inom tillämpad psykologi som intresserar sig för undervisnings- och lärprocesser och som undersöker psykologiska aspekter av dessa. Tongivande teorier är behaviorism, kognitivism (särskilt modeller för kognitivt informationsprocessande, se kognitiv psykologi och kognitionsvetenskap) och socialkonstruktivism eller sociokulturella perspektiv (Woolfolk, 2004). Märk att socialkonstruktivistiska och sociokulturella perspektiv särskilt dominerat svensk beteendevetenskaplig forskning i undervisnings- och lärandeforskningen från ca 1980 och framåt. Tidigare dominerade behavioristiska ideal, vilka fortfarande dominerar i Nordamerika tillsammans med kognitiva teoribildningar (Long, 2000). Detsamma torde gälla en stor del av Europa (Ziegler & Perleth, 1999).
Pedagogisk psykologi är en av de beteendevetenskapliga forskningsfälten. Att hänföra till psykologi i betydelsen allmänpsykologi blir allt mera ovanligt. Istället har vetenskapen om människans beteenden kommit att delas upp i delar: differentialpsykologi, kognitiv psykologi, klinisk psykologi, socialpsykologi, biologisk psykologi, genetisk psykologi med flera. En av dessa är pedagogisk psykologi. 
Även om en vidare indelning inte har gjorts i Sverige eller i Skandinavien har pedagogisk psykologi internationellt sett i sin tur delats in i skolpsykologi: studiet av beteenden i en utbildningsmiljö (Merrell, Ervin & Gimpel, 2007); instruktionspsykologi: studiet av att lära in och lära ut (Klauer & Leutner, 2007) och ”counseling psychology”, som saknar motsvarighet i Skandinavien, men som utgör en slags kombination av den svenska skolkuratorn, skolpsykologen och studierådgivaren (Brown & Lent, 2008).
Ett särskilt forskningsfokus har vuxit fram inom ramen för pedagogisk psykologi under mer än ett århundrade, nämligen fascinationen av individers skillnader i prestationer och kunnande. Intelligenskvoten är förstås ett uttryck för denna forskning, men fältet har vidgat sig avsevärt sedan Charles Spearman när 1900-talet ännu var ungt definierade det fortfarande gällande ”General Intelligence” (G) för allmän mental förmåga. Begåvningsforskningen i vidare bemärkelse är på väg att överge G som grunden för alla extrema prestationer. Man har funnit att IQ (baserat på G) inte nödvändigtvis är en förutsättning för att vara till exempel musikaliskt eller konstnärligt enastående, och den med en hög IQ kvot är inte nödvändigtvis den bästa på den allsvenska fotbollsplanen. Man studerar därför allt oftare olika typer av förmågor utifrån deras egna förutsättningar – domänspecifikt – snarare än att försöka inordna alla typer under en eller flera gemensamma nämnare. Denna forskning betraktas allmänt som en del av pedagogisk psykologi, men märk att när tillämpningen av det kunnande som genererats fokuseras, då benämns ofta fältet "Gifted Education" (Shavinina, 2009). 